# The End (canción de The Beatles)
«The End» («El fin») es una canción de la banda británica The Beatles, escrita por Paul McCartney pero acreditada a Lennon/McCartney, pertenece al álbum Abbey Road. Fue la última canción grabada por los cuatro Beatles, y es la canción final del medley del disco. Contiene uno de los pocos solos de batería de Ringo Starr. 

## Composición y grabación
McCartney dijo, "Quería que el medley termine con una frase significativa, así que siguiendo al Bardo (William Shakespeare) escribí un pareado". En su entrevista para Playboy de 1980, Lennon admitiría que McCartney escribió la letra, diciendo: "Ese es Paul otra vez... Tenía una línea ahí, 'And in the end, the love you get is equal to the love you give', que es una línea muy cósmica y filosófica. Que prueba de nuevo que si quiere, puede pensar". Lennon citó la cita incorrectamente, la línea de la canción es: "And in the end, the love you take is equal to the love you make" ("Y al final, el amor que te llevas es equivalente al amor que das").
Las grabaciones comenzaron el 23 de julio de 1969, donde los Beatles grabaron una toma maestra de un minuto y medio, que fue alargada por overdubs hasta dos minutos y cinco segundos. En este punto, la canción se llamaba «Ending» ("Final"). Las primeras voces fueron agregadas el 5 de agosto, y voces adicionales así como guitarras fueron agregadas el 7 de agosto, y el bajo y la batería el 8 de agosto, el día que se tomó la fotografía para Abbey Road. Overdubs con orquestas se agregaron el 15 de agosto, y el piano y coros el 18 de agosto.
Los cuatro Beatles tienen solos en «The End», incluyendo un solo de batería de Ringo Starr. A él no le gustaban los solos, prefiriendo acompañar al que cantaba con la batería. Su solo en «The End» fue grabado en estéreo con doce micrófonos alrededor de su kit de batería; Ringo luego diría que copió parte de la batería de Ron Bushy en la canción «In-A-Gadda-Da-Vida», del grupo Iron Butterfly. La toma en que Starr hizo el solo tenía tambores y guitarras acompañándolo, pero estos fueron quitados al hacer el mix del disco, dando la impresión de un solo de batería.
McCartney, George Harrison y Lennon participaron en una secuencia rotativa de tres solos de guitarra de dos compases. La idea de un instrumental con guitarras fue de Harrison, y Lennon sugirió que los tres tocaran una sección. Los solos comienzan aproximadamente a los 53 segundos de la canción Los primeros dos compases fueron tocados por McCartney con una Epiphone Casino, las siguientes dos por Harrison con una Gibson Les Paul Standar, y los siguientes dos por Lennon también con una Epiphone Casino, y así el patrón se repite. Cada uno tiene un estilo distinto que reflejaba sus personalidades. Inmediatamente después del último solo de Lennon, el piano empieza y cantan la última línea («And in the end...»). La orquesta aparece y Harrison termina con un solo de guitarra acompañándola. Geoff Emerick, el ingeniero de grabaciones de los Beatles, mencionó sobre la grabación de los solos: «John, Paul, George y Ringo parecían haber vuelto al pasado, como si fueran niños de nuevo, tocando sólo porque lo disfrutaban. Más que nada, parecía que estuvieran en un duelo, con la guitarra en sus manos, con miradas analizadoras, determinados de superarse el uno al otro. Y aun así, no había enemistad, no había tensión. Se notaba que se estaban divirtiendo».
«The End» fue planeada como última canción del álbum, pero un error de edición derivó en que lo fuera «Her Majesty» —de sólo 23 segundos—, considerada una pista oculta. Por eso comúnmente «The End» es calificada como la última del álbum Abbey Road. En el videojuego The Beatles: Rock Band, se toca al final del modo historia.
Además fue la última canción que grabaron los 4 Beatles juntos. "I Me Mine", editada en el álbum Let It Be, fue grabada en 1970 pero Lennon estaba de vacaciones en Dinamarca; además, Lennon había dejado a la banda en septiembre de 1969, sin anunciarle a los medios, por ende, no es seguro si hubiese participado en esa grabación.
En el álbum Anthology 3, aparece un remix de la canción hecho específicamente para el álbum. En esta versión, suenan percusiones y guitarras que fueron quitadas en la versión final. Además, se le dio más volumen a los violines, y se adjuntó la última nota (en reverso y hacia adelante) del piano de la canción "A Day in the Life". El solo de batería también aparece en la versión remix de "Get Back", del álbum Love de 2006.

## Personal[11]
- John Lennon: guitarra solista (Epiphone Casino) y voces.
- Paul McCartney: bajo (Rickenbacker 4001s), guitarra solista (Epiphone Casino), piano (Steinway Vertegrand) y voz.
- George Harrison: guitarra solista (Gibson Les Paul Standard) y voces.
- Ringo Starr: batería solista (Ludwig Hollywood Maple) y coros.
- Orquesta de 30 músicos: 12 violines, 4 violas, 4 violoncelos, 1 contrabajo, 4 trompas, 3 trompetas, 1 trombón y 1 trombón bajo. Dirigidos por George Martin.

### Staff
- Producción: George Martin
- Ingenieros de sonido: Geoff Emerick y Phil McDonald